# Yves de Boer
Y.C.M.G. (Yves) de Boer (Rijsbergen, 1951) is een Nederlands politicus en bestuurder. Hij is lid van de VVD.

## Levensloop
De Boer begon zijn loopbaan als docent in het lager onderwijs, studeerde fysische en sociale geografie aan de Katholieke Leergangen in Tilburg en vervolgens was hij actief als docent aardrijkskunde op het Sint-Oelbertgymnasium, economie en informatica voor het middelbaar onderwijs en was hij directeur van GEOCHIP (bureau voor automatisering en interactieve trainingen). Hij werkte 24 jaar in het onderwijs voordat hij de overstap maakte naar het openbaar bestuur.
In 1998 werd hij wethouder namens VVD in Oosterhout. In 2010 werd hij benoemd tot gedeputeerde van Noord-Brabant. Aangezien de VVD-Statenfractie de voorkeur gaf aan een andere portefeuille kwam er in 2015 geen verlenging voor De Boer als gedeputeerde. In juli 2015 werd hij aangesteld als informateur voor de nieuw te vormen coalitie in Breda.
Op 1 januari 2016 werd De Boer voorzitter van het KNAG. Op 1 februari 2016 werd hij waarnemend burgemeester van Werkendam en bleef dit tot de herindeling waarbij Werkendam op ging in Altena op 1 januari 2019. Op 21 februari 2019 werd hij waarnemend burgemeester van Haaren en bleef dit tot de herindeling waarbij Haaren op ging in Boxtel, Oisterwijk, Vught en Tilburg op 1 januari 2021.
De Boer werd voorzitter van het Biesbosch MuseumEiland en van de Advies- en investeringscommissie van het Groen Ontwikkelfonds Brabant. Van 15 februari tot 2 december 2024 was hij waarnemend burgemeester van Laarbeek.

## Onderscheiding
In april 2016 werd De Boer onderscheiden met de mr. D.U. Stikkerplaquette vanwege zijn werkzaamheden in het politiek bestuur als wethouder en gedeputeerde.